# M5-ös főút (Oroszország)
Az M5-ös „Urál” főút (oroszul: Федеральная автомобильная дорога  «Урал») Oroszország egyik szövetségi jelentőségű autóútja az európai országrészen, Moszkvától délkeletre. 
Moszkvától a Volga parti Szamarán át az Urálban fekvő Cseljabinszkig és onnan egy mellékága Jekatyerinburgig vezet. A főút teljes hossza 1879 km. 
Szibériai folytatásának tekinthető a Cseljabinszkból kelet felé kiinduló  „Irtis” főút.

## Ismertetése
A moszkvai MKAD körgyűrűtől délkelet felé kiindulva a Moszkvai-, a Rjazanyi-, a Penzai-,
az Uljanovszki-, a Szamarai-, az Orenburgi-, a Szverdlovszki-, a Cseljabinszki területen, Mordvinföldön és Tatárföldön halad keresztül. 
Az M5-ős főútról hosszabb összekötő utak (vagy mellékágak) vezetnek néhány regionális székhelyre; a főút részeként ezeket az útszakaszokat is M5-tel jelölik:
- Penzától Szaranszk felé
- Szizranytól Uljanovszkba
- Szamarától Orenburgba
- Cseljabinszktól Jekatyerinburgba.

Az M5-ős főút része az európai úthálózat  útjának és az ázsiai úthálózat  (Asian Highway 6) útjának, a Cseljabinszk–Jekatyerinburg mellékág pedig az  (Asian Highway 7) útjának.
Az útpálya nagy része sík vagy dombos vidéken, sztyepp vagy erdős tájakon halad, de keleti végén, az Urálban hegyvidékre ér. Az M5-ös főúton köztudottan sok a baleset, és a súlyos kimenetelű esetek jelentős része a meredekebb útszakaszokon történik. Az út legjobban kiépített és ellátott része a Moszkvától Rjazanyig tartó szakasz. Moszkvától távolodva a minőség romlik, bár több nagyváros mellett elkerülőút és többsávos bekötőút épült (pl. Rjazany, Penza, Szamara), illetve épül.

## Útvonal
- 0 km Moszkva, MKAD körgyűrű

Moszkvai terület
- Ljuberci
- Bronnyici  A107-es főút
- Kolomna

 híd az Oka folyón
- Luhovici

Rjazanyi terület
- Ribnoje

Csomópont Moszkva közelében, Ljuberci környékén (2014)

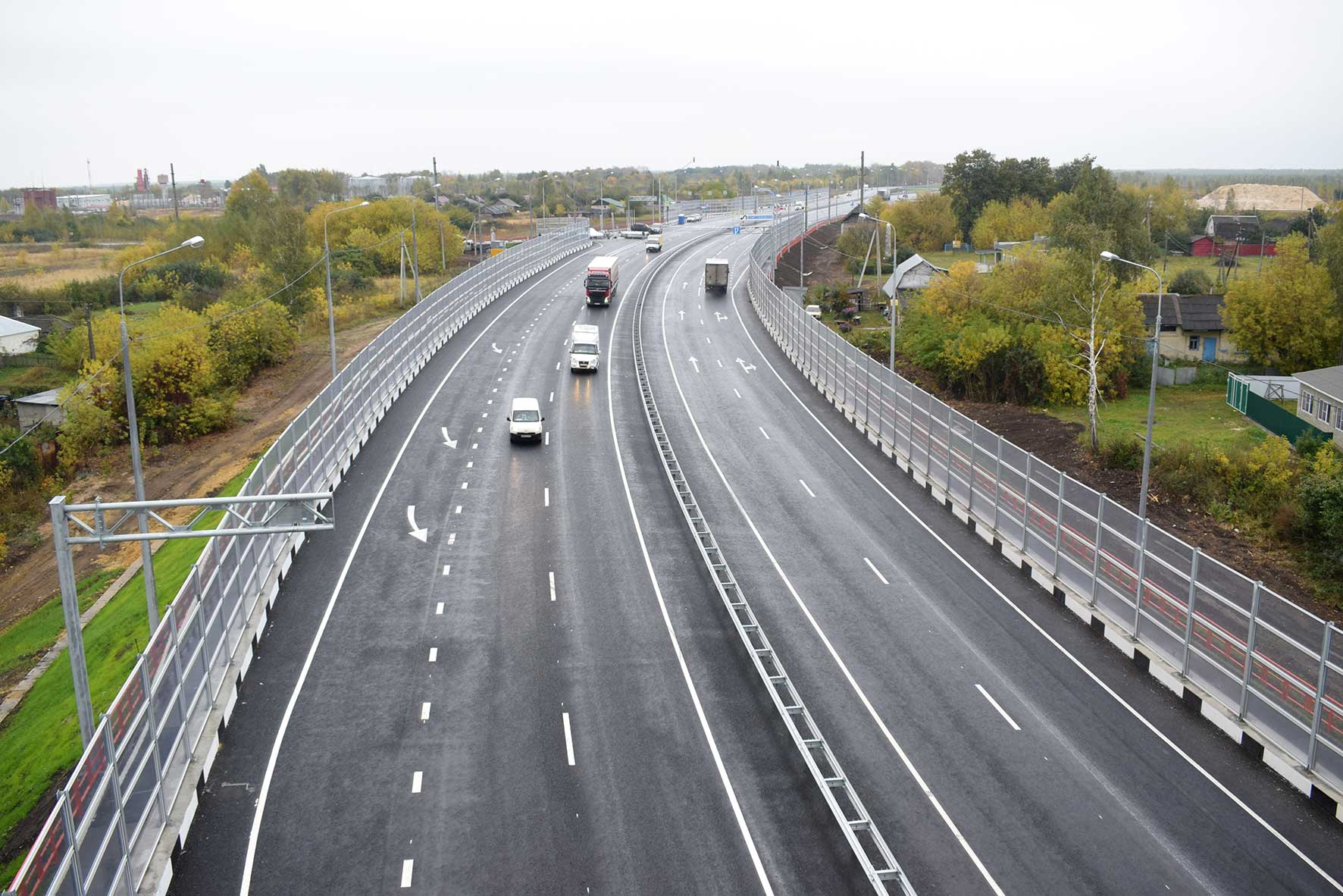
Felújítás után (241-245. km] (2017)

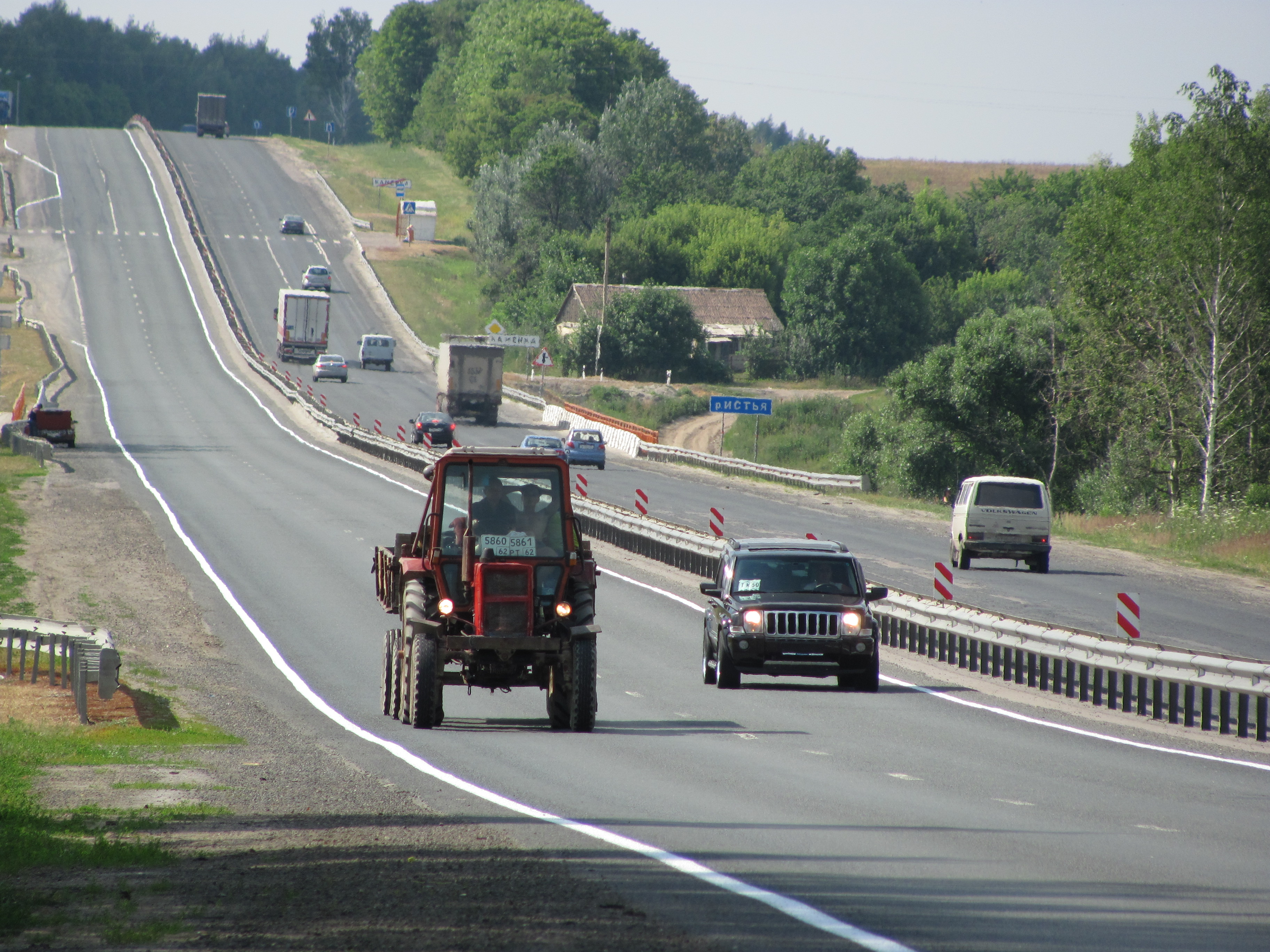
Útszakasz a Rjazanyi területen, Kamenka falunál (2011)

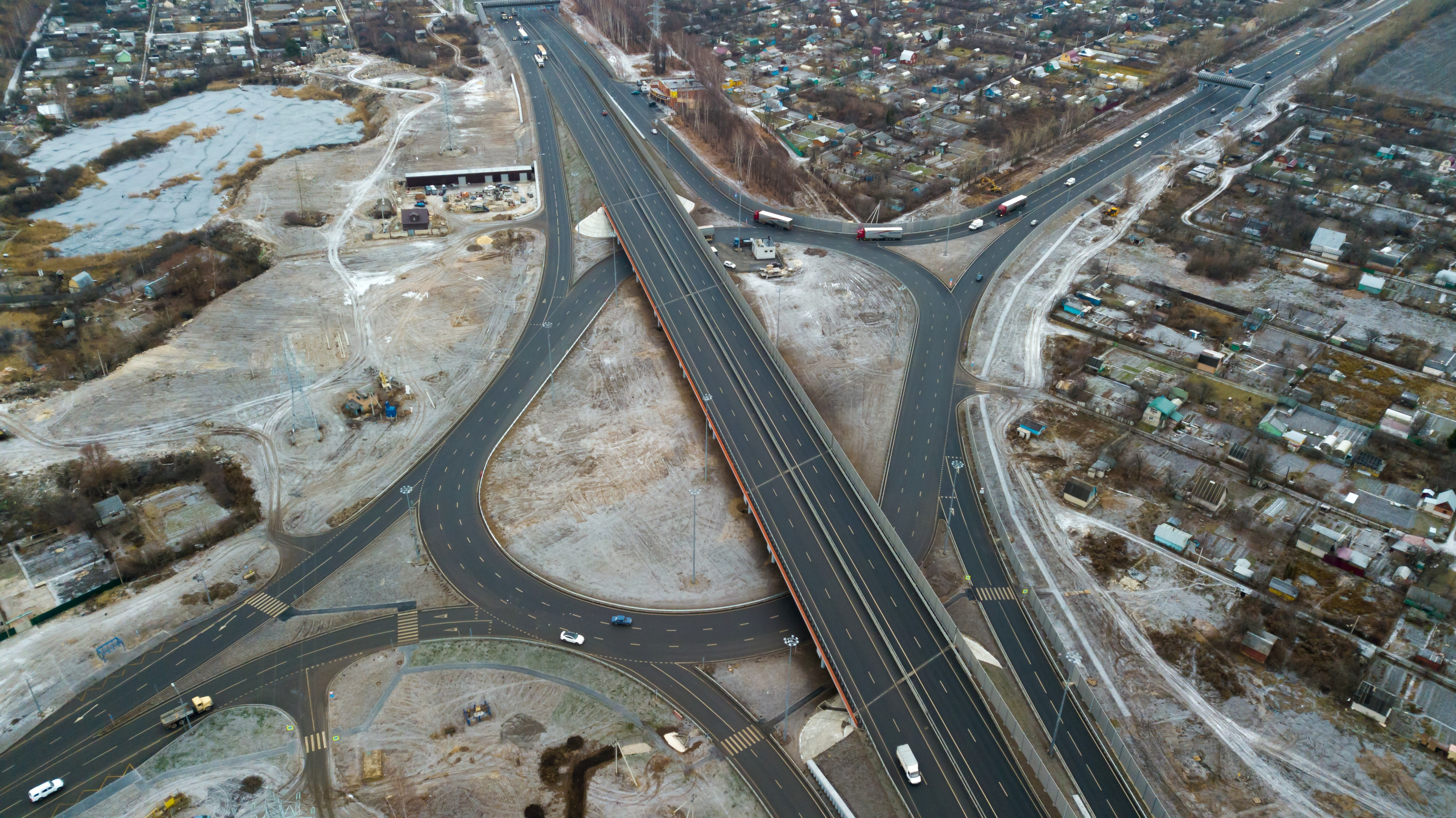
Csomópont Rjazanynál [189. km], (2018)

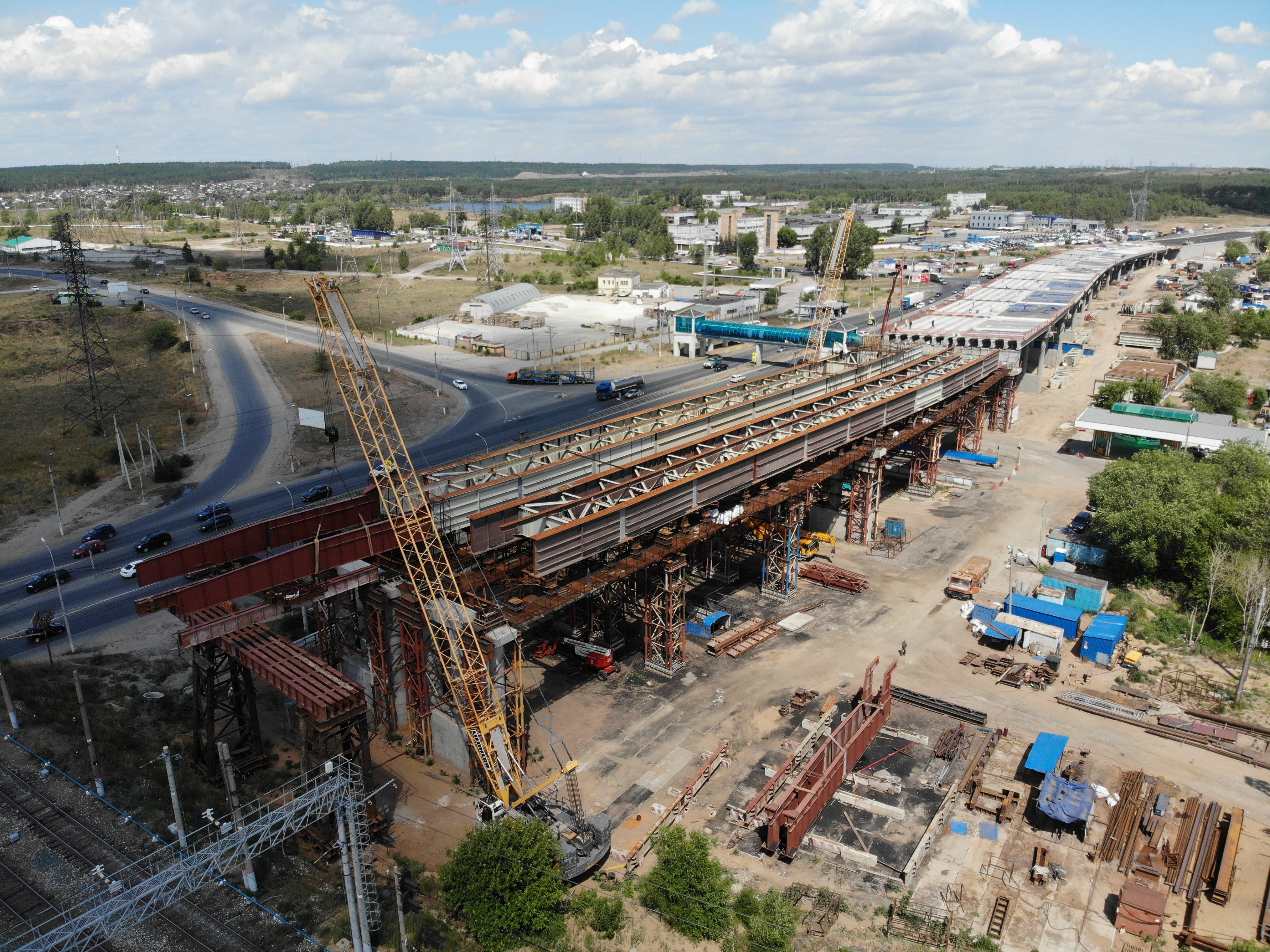
Az M5-ös építése Togliattinál (2019)

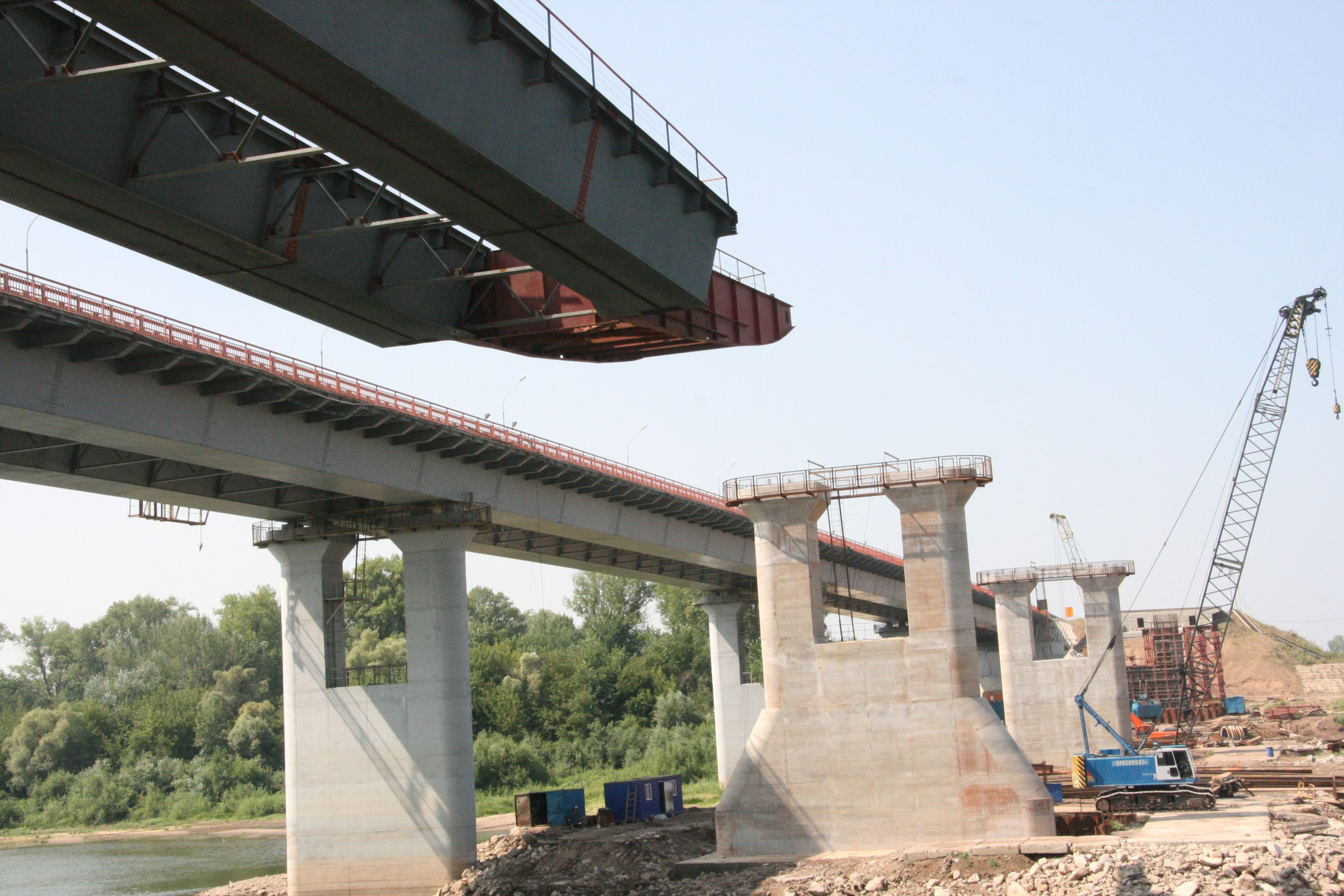
Hídépítés a Belaja folyón (2016)

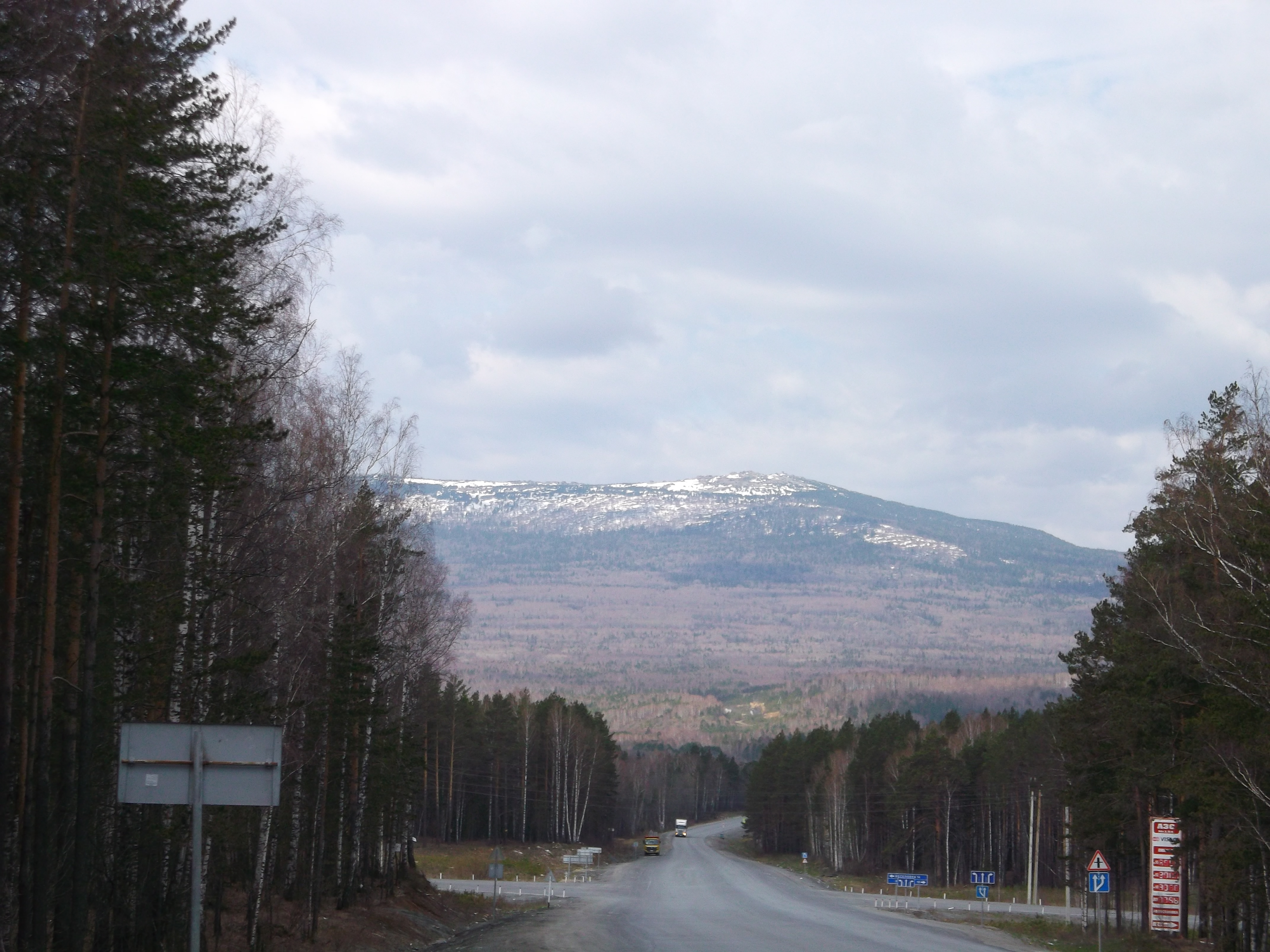
Hegyvidéki útszakasz Zlatouszt környékén (2012)

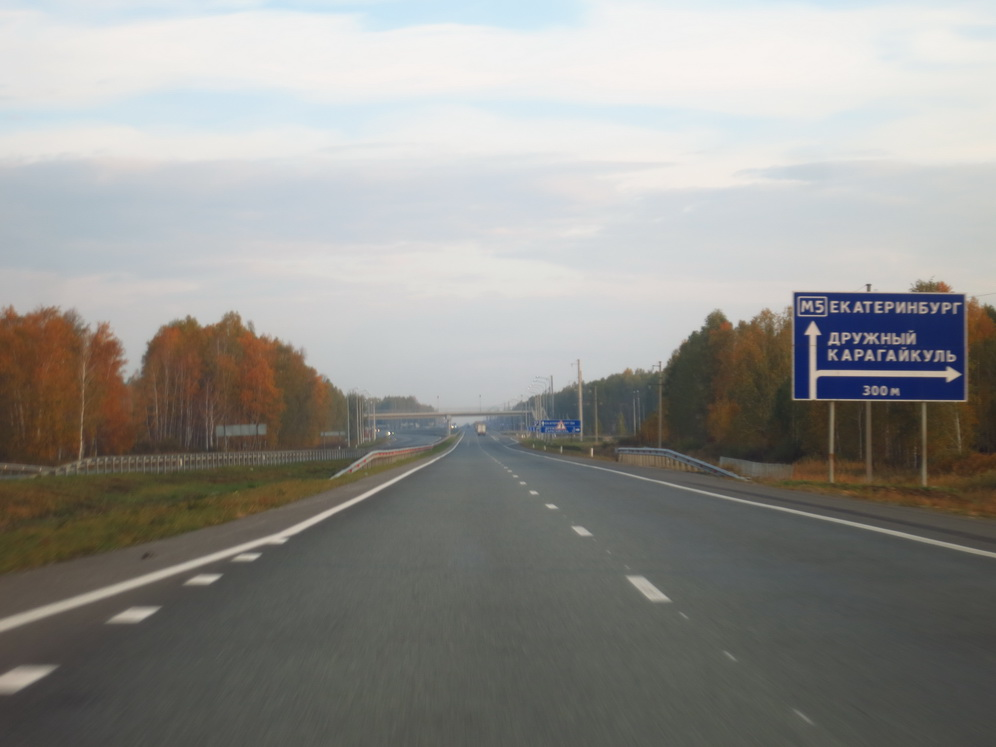
Cseljabinszk – Jekatyerinburg (2016)

- Rjazany elkerülőút nyugaton és délen

 R132-es főút
- Silovo
- Putyatyino
- Sack

Mordvinföld
- Jambirno  híd a Cna folyón
- Umjot
- Zubova Poljana
- Kargal  mellékág északkeletre Krasznoszlobodszkon át Szaranszk felé

Penzai terület
- Szpasszk
- Nyizsnyij Lomov
- Moksan

 R158-es főút
- Penza
- Csaadajevka
- Kuznyeck

Uljanovszki terület
- Novoszpasszkoje

Szamarai terület
- Szizrany

 mellékág északra Uljanovszkba
 R228-es főút dél felé
- Mezsdurecsenszk
- Zsiguljovszk

 a Zsiguljovszki vízerőmű gátja a Volgán
- Togliatti
- Szamara, körgyűrű

 mellékág délre Kinyel, Buzuluk, Szorocsinszk, Orenburg irányába
- Szuhodol

Orenburgi terület
- Szevernoje

Tatárföld
- Bavli  R239-es főút

Baskíria
- Oktyabrszkij

 híd az Ik folyón
- Szerafimovszkij
- Kob-Pokrovka
- Zsukovo  R240-es főút észak felé
- Ufa déli elkerülőút
- Lebjazsij  R240-es főút dél felé

 híd a Belaja folyón
- Saksa
- Szim

 híd a Szim folyón
- Uszty-Katav

Cseljabinszki terület
- Jurjuzany

 híd a Jurjuzany folyón
- Szatka
- Zlatouszt
- Miassz
- Csebarkul
- Cseljabinszk

A cseljabinszki körgyűrűből indul ki:
 észak felé az M5-ös mellékága Jekatyerinburgba
 kelet felé az R254-es „Irtis” főút
 dél felé az A310-es főút az orosz-kazah határra.